# Rörmyran, Paulund
Rörmyran, Paulund este o arie protejată (arie specială de conservare — SAC, sit de importanță comunitară — SCI) din Suedia întinsă pe o suprafață de 14 ha, integral pe uscat.

## Localizare
Centrul sitului Rörmyran, Paulund este situat la coordonatele 64°52′10″N 17°57′40″E / 64.8695°N 17.9611°E.

## Înființare
Situl Rörmyran, Paulund a fost declarat sit de importanță comunitară în decembrie 1998 pentru a proteja 1 specie de animale. Situl a fost protejat și ca arie specială de conservare în martie 2011.

## Biodiversitate
Situată în ecoregiunea boreală, aria protejată conține 4 habitate naturale: Mlaștini împădurite, Mlaștini alcaline, Păduri fino-scandinave bogate în ierburi cu Picea abies, Taiga vestică.
La baza desemnării sitului se află o specie protejată de  nevertebrate: Vertigo geyeri.